# Crato Bütner
Crato Bütner (auch: Büttner, * 1616 in Sonneberg (Thüringen); † 1679 in Danzig) war ein deutscher Komponist des Barock.

## Leben
Über Crato Bütners Leben ist nur wenig bekannt. Keinerlei verlässliche Aufzeichnungen gibt es über seine Herkunft und seine Ausbildung. Johann Gottfried Walther gibt in seinem 1732 veröffentlichten Musicalischen Lexicon zwar an, Bütner stamme aus Sonneberg (Thüringen), und in einem Georg Neumark gewidmeten Druck heißt es von Gotha aus Thür, aber archivalische Belege für diese Angaben lassen sich nirgends finden.
Von 1650 bis (aller Wahrscheinlichkeit) nach 1654 war Bütner Organist und Schulgeselle an der Danziger Vorstadtkirche St. Salvator (Petershagen). Im Jahr 1652 oder 1654 wechselte er als Nachfolger von Christoph Werner an die wichtigste Danziger Kirche, St. Katharinen in der Altstadt, wo er als Kantor und Director musices bis zu seinem Tod tätig blieb. Bütner blieb unverheiratet.
Neben dem Unterricht an der Katharinenschule, den er in seiner Position als Kantor absolvieren musste, oblag ihm die Pflege der Figuralmusik in der Katharinenkirche, für die ihm im Durchschnitt sechs Vokalisten und acht Instrumentalisten zur Verfügung standen. Unter seiner Leitung gelangte die protestantische Kirchenmusik in Danzig zu einer bis dahin nie da gewesenen Blüte, und die kirchenmusikalischen Darbietungen in der Katharinenkirche wurden weit über die Stadtgrenzen hinaus bekannt.
Von einem gewissen Bekannt- und Beliebtheitsgrad Bütners zeugt die Überlieferung seiner Werke. So finden sich seine geistlichen Konzerte in den großen Musikaliensammlung des ausgehenden 17. Jahrhunderts: der Dübensammlung, die heute in der Universitätsbibliothek Uppsala (Schweden) aufbewahrt wird, der Bibliothek der Michaeliskirche Erfurt (heute im Besitz der Staatsbibliothek zu Berlin – Preußischer Kulturbesitz) und der Sammlung Jacobi, die sich ehemals in Grimma befunden hat und heute Eigentum der Sächsischen Landesbibliothek Dresden ist.

## Werk
Von Bütners Werken ist ein großer Teil verlorengegangen. Seine erhaltenen, meist relativ groß besetzten Werke von einem überdurchschnittlichen kompositorischen Können. Bekannt wurde Bütner auch durch seine Mitarbeit an Georg Neumarks Lustwäldchen und Johann Francks Geistlichem Sion.
In Berlin (Staatsbibliothek zu Berlin – Preußischer Kulturbesitz) vorhandene Werke:
- O quanta in coelis laetitia. (8 Stimmen und 5 Instrumente)
- Missa Germanica. (Sopran, Alt, Tenor Bass, Violine oder Zink, 2 Violen oder Posaunen, Violon oder Posaune und Continuo)

In Dresden (Sächsische Landesbibliothek) vorhandene Werke:
- Bataglia Spiritualis: Heut triumphieret Gottes Sohn. (Bass, 2 Violinen und Continuo bzw. Bass, 2 Violinen, Viola, Fagott und Continuo)
- Schmücket das Fest mit Maien. (14 und mehr Stimmen)
- Siehe es hat überwunden. (12 Stimmen, für SSATTB concertato, SATB ripieno, 2 Violinen, 2 Cornettini, 2 Trompeten, 3 Posaunen, Bass-Viola, Bombard Grosso)

In Uppsala (Universitätsbibliothek Carolina Rediviva) vorhandene Werke:
- Ei du frommer und getreuer Knecht. (2 Soprane, 2 Alte, 2 Tenöre, 2 Bässe, 2 Violinen 3 Violen oder Posaunen und Continuo), veröffentlicht: Verlag C. Hofius, Ammerbuch[1]
- Freuet euch ihr Gerechten. (8 Stimmen in 2 Chören, 3 Violinen, 3 Posaunen und Continuo), veröffentlicht: Verlag C. Hofius, Ammerbuch[1]
- Frohlocket mit Händen. (12 Stimmen in 2 Chören, 2 Trompeten/Zinken, 2 Violinen, 4 Posaunen und Continuo), veröffentlicht: Verlag C. Hofius, Ammerbuch[1]
- Ich suchte des Nachts. (Sopran, 2 Violinen, Continuo) [Druck, Danzig 1652], veröffentlicht: Verlag Musica Poetica, Basel
- Komm heiliger Geist Herre Gott. (8 Stimmen in 2 Chören, 2 Violinen, 3 Violen oder Posaunen, Violetta oder Posaune, Violone und Continuo), veröffentlicht: Verlag C. Hofius, Ammerbuch[1]
  - Du heilige Brunst süßer Trost. (Sopran, Alt, Tenor, Bass, 2 Flöten, 2 Violinen, 2 Violen, Violetta und Continuo)
- Laudate pueri Dominum. (Sopran, 2 Violinen, Viola und Continuo), veröffentlicht: Verlag C. Hofius, Ammerbuch[1]
- Nisi Dominus aedificaverit domum. (Sopran, Alt, Bass, 2 Violinen und Continuo), veröffentlicht: Verlag C. Hofius, Ammerbuch[1]
- Nun danket alle Gott. (2 Soprane, Bass, 2 Violinen, Fagott und Continuo), veröffentlicht: Verlag C. Hofius, Ammerbuch[1]
- Wir danken dir Herr Jesu Christ. (8 Stimmen in 2 Chören, 2 Violinen, 2 Violen, Violone und Continuo), veröffentlicht: Verlag C. Hofius, Ammerbuch[1]
- Wo ist dein Stachel nun o Tod. (2 Soprane, Alt, Tenor, Bass, 2 Violinen, 3 Posaunen und Continuo), veröffentlicht: Verlag C. Hofius, Ammerbuch[1]
- Wollt ihr wissen soll ich’s melden. (Sopran, 2 Violinen und Continuo) [Druck, Danzig 1654], veröffentlicht: Verlag C. Hofius, Ammerbuch[1]
- Von Himmel hoch da komm ich her. (8 Stimmen in 2 Chören, 3 Violinen, 2 Posaunen, Violone und Continuo), veröffentlicht: Verlag C. Hofius, Ammerbuch[1]
- Gott ist unser Zuversicht und Stärke. (Sopran, Alt, 2 Tenöre, Bass, 2 Violinen oder Zinken, 2 Posaunen, Fagott und Continuo)

Lieder
- 4 Melodien in: Georg Neumark: Poetisch- u. Musicalisches Lustwäldchen. Hamburg 1652. Und ders.: Fortgepflantzter Mus.-Poetischer Lustwald, 3 Teile. Jena 1657. (Gesang und Continuo)
- 1 Melodie in: C. Stieler: Die geharnschte Venus. Hamburg 1660. (Gesang und Continuo)
- 2 Melodien in: Johann Franck, Geistliches Sion. Guben 1674. (Gesang und Continuo)

Weitere Werke
- Concerto Leben wir, so leben wir im Herren. (2 Streicher, 5 Stimmen, Continuo)[2]
- Der Herr hat seinen Engeln befohlen über dir. à 9 (4 Streicher, 4 Stimmen, Continuo)[2]
- Deus in adjiutorium meum intende à 7, 12. (SSATB in concerto, SSATB in ripieno od. 2 Cornetti & 3 Posaunen, 2 Violinen, 2 Cornettini, 2 Viole, Viola basso, Bombard grosso.)
- Siehe, es hat überwunden à 14,18. (SSATTB in concerto, SATB in ripieno, 2 Violinen, 2 Cornettini, 2 Trombettae, 3 Posaunen, Viola basso, Bombard grosso.)
- Geistliche Konzerte, Hamburg 1651.
- Psalm 147, Danzig 1661.
- Te Deum. (12-stimmig) Danzig 1662. (SSATB, SATB, ATTB, 2 Violinen, Viola, 2 Cornetti, 2 Trompeten, Pauken, 4 Posaunen, Violone, Basso Continuo)

## Ausgaben
- Fürwahr, er trug unsere Krankheit. Hrsg. von Fr. Keßler. Hänssler Verlag, Stuttgart 1966. (jetzt Carus Verlag)
- Ich suchte des Nachts. Hrsg. von Cosimo Stawiarski. Edition Musica Poetica, Basel 2006. (= Musikdenkmäler der Frühen Neuzeit, Einzelausgaben Vokalmusik Band 4)
- Wirf dein Anliegen auf den Herrn. Hrsg. von Fr. Keßler in: Danziger Kirchenmusik. Hänssler Verlag, Stuttgart (jetzt Carus Verlag).